# 阿唐奇遇
《阿唐奇遇》（Tea Pets，也可稱作）是由王微执导及编剧的2017年中国动画喜剧电影，由追光动画制作。2017年7月21日在中華人民共和國首映。

## 角色
- 石磊 配音 阿唐
- 芒莱 配音 鼠王
- 洪晃 配音 老陆龟
- 张磊 配音 三足金蟾
- 任杰 配音 茶叶店老板
- 原泽宇 配音 小来
- 季冠霖 配音 小香
- 米粒 配音 金猪
- 赵岭 配音 账房先生
- 孙宽 配音 弥勒佛

## 外部連結
- 互联网电影数据库（IMDb）上《阿唐奇遇》的资料（英文）
- 爛番茄上《阿唐奇遇》的資料（英文）
- 豆瓣电影上《阿唐奇遇》的資料 （简体中文）